# ニール・スカネル
ニール・スカネル（Niall Scannell、1992年4月8日 - ）は、ユナイテッド・ラグビー・チャンピオンシップ、マンスターに所属するラグビーユニオン選手。

## プロフィール
- アイルランド・コーク出身。
- ポジションはフッカー(HO)。
- 身長 185cm、体重 110kg
- U20アイルランド代表に選ばれたことがある[1]。
- アイルランド代表キャップは20（2022年12月現在）でラグビーワールドカップ2019のアイルランド代表に選ばれた[2]。

## 略歴
2013年、マンスターに加入。 